# نمونه‌بردار و نگهدار

یک مدار ساده‌شده نمونه‌بردار و نگهدار. AI یک ورودی آنالوگ است، AOیک خروجی آنالوگ، C سیگنال کنترل.

نمونه‌بردار و نگهدار.

در الکترونیک، یک مدار نمونه‌بردار و نگهدار (Sample and hold) (همچنین به عنوان نمونه دنباله نیز شناخته می‌شود) یک دستگاه آنالوگ است که نمونه (ضبط، گرفتن) ولتاژی از یک سیگنال آنالوگ که به‌طور مداوم تغییر می‌کند، مقدار آن را در سطح ثابتی برای حداقل مدت زمان معین‌شده (قفل، انجماد) نگه می‌دارد. مدارهای نمونه‌بردار و نگهدار و آشکارساز قله ادوات حافظه آنالوگ ابتدایی هستند. آن‌ها به‌طور معمول در مبدل‌های آنالوگ به دیجیتال مورد استفاده قرار می‌گیرند تا تغییرات سیگنال ورودی که می‌تواند فرایند تبدیل را خراب کند از بین ببرد. آن‌ها همچنین در موسیقی الکترونیکی مورد استفاده قرار می‌گیرند، به عنوان مثال برای برقراری ارتباط کیفیت تصادفی برای نت‌های پیاپی پخش‌شده.

زمان‌های نمونه‌برداری

یک مدار نمونه‌بردار و نگه‌دار معمولی، بار الکتریکی را در یک خازن ذخیره می‌کند و حداقل دارای یک قطعه کلیدزنی مانند کلید فِت (ترانزیستور اثر میدانی) و به‌طور معمول یک تقویت‌کننده عملیاتی است. برای نمونه‌برداری از سیگنال ورودی، کلید، خازن را به خروجی تقویت‌کننده بافر متصل می‌کند. تقویت‌کننده بافر خازن را شارژ یا تخلیه می‌کند به‌طوری که ولتاژ دو سر خازن عملاً برابر یا متناسب با ولتاژ ورودی است. در حالت نگهداری کلید خازن را از بافر جدا می‌کند. خازن به‌طور دائم توسط جریان‌های نشتی خود و جریان‌های بار قابل استفاده تخلیه می‌شود، که باعث می شود مدار ذاتاً فرار باشد، اما از دست دادن ولتاژ ( افت ولتاژ) در مدت زمان نگهداری مشخص‌شده در حاشیه خطای قابل قبول باقی می‌ماند. 

## پیاده‌سازی
برای ثابت نگه داشتن ولتاژ ورودی، تا حد امکان، لازم است که خازن نشت بسیار کمی داشته باشد، و آن تا حد قابل توجهی بارگذاری نشود که یک امپدانس ورودی بسیار بالا نیاز دارد.

## یادداشت
1. ↑  Kefauver and Patschke, p. 37.
2. ↑  Horowitz and Hill, p. 220.